# Check Point
Check Point Software Technologies Ltd. är ett israeliskt IT-säkerhetsföretag inriktat på mjukvara och kombinerade mjukvaru- och hårdvaruprodukter.
Företaget har sitt högkvarter i Tel Aviv och hade 2014 ungefär 2900 anställda i olika länder. Utvecklingscentra finns i Israel, USA (tidigare ZoneAlarm), Sverige (tidigare Protect Data, som köptes 2006-2007) och Vitryssland.
Check Point grundades 1993 i Ramat-Gan, Israel av Gil Shwed, Marius Nacht och Shlomo Kramer. Företaget noterades på NASDAQ 1996.

### Fotnoter
1. ↑  Miljardbud på Protect Data, Svenska Dagbladet 2006-11-20